# Lipofiel
Lipofiel betekent 'vetminnend' en is een eigenschap van sommige chemische stoffen. Lipofiele stoffen lossen goed op in oliën, vetten en apolaire oplosmiddelen zoals hexaan en tolueen. Lipofiele stoffen hebben over het algemeen een neutrale elektrische ladingsverdeling over het molecuul. Stoffen waarbij delen van het molecuul ten opzichte van andere delen positief of negatief geladen zijn heten polair, en lossen meestal beter op in polaire oplosmiddelen, zoals water. Ze worden daarom wel hydrofiel genoemd, waterminnend.
Lipofiliteit, hydrofobiciteit en apolariteit zijn termen die vaak door elkaar worden gebruikt, onder meer doordat ze hetzelfde gedrag londonkrachten vertonen. De termen "lipofiel" en "hydrofoob" zijn echter geen synoniemen zoals bijvoorbeeld te zien is bij siliconen en fluorkoolwaterstoffen, die wel hydrofoob maar niet lipofiel zijn.
Veel alcoholen zitten qua eigenschappen tussen polaire en apolaire oplosmiddelen in.
Om de lipofiliteit van een chemische stof uit te drukken gebruikt men de octanol-water-partitiecoëfficiënt, ook wel de Log P genoemd.